# 事件 (粒子物理學)
在粒子物理學裡，事件是指兩個粒子在極短的時間內互相交互作用。對粒子物理學家來說，事件是一個很重要的觀念，像是粒子加速器就是在尋找一些不尋常的事件：當粒子加速器讓粒子相撞時，會產生幾億次事件，這些事件大部分的是一些很尋常的事件，而粒子加速器的電腦軟體會自動過濾掉大部分的事件，留下幾百件比較特殊的事件，這些事件就有可能隱藏著一些新粒子的訊息（像希格斯玻色子）。